# 亨利·维尔古
亨利·维尔古（法語：Henri Villecourt，1938年3月19日—），法国篮球运动员。他曾代表法国参加1960年夏季奥运会男子篮球比赛，最终获得第十名。他也曾在1959年欧洲篮球锦标赛上获得铜牌。